# San-Fernando-Nunatak
Der San-Fernando-Nunatak (spanisch Nunatak San Fernando) ist ein Nunatak in den Pensacola Mountains des westantarktischen Queen Elizabeth Lands. In den Panzarini Hills der Argentina Range ragt er unmittelbar nordwestlich des Mount Spann auf.
Argentinische Wissenschaftler benannten ihn. Der Namensgeber ist nicht überliefert.